# Bartolomé Raga
Bartolomé Raga Fortea (Catarroja, Valencia; 2 de febrero de 1932 - Valencia; 19 de septiembre de 2017) fue un músico español.
Ha sido un virtuoso oboísta, compositor, pedagogo musical, arreglista y director de música. Entre sus discípulos destacan algunos de sus alumnos de la Sociedad Musical la Artesana de Catarroja, como el prestigioso oboista Francisco Salanova Alfonso, catedrático de oboe del Conservatorio Superior de Música de Valencia en posesión de la “Medalla a las Bellas Artes".

## Infancia y juventud
Bartolomé se crio en una familia bien estructurada. Su padre, Bartolomé Raga, era sastre y su madre, Carmen Fortea, modista. Es el hijo mayor de tres hermanos (él mismo, Salvador y Antonio (†)). Creció en la España de la postguerra, destacando bien pronto por sus habilidades en el campo de la música. Fue su maestro, el célebre músico y compositor valenciano Don José Manuel Izquierdo. Entró a formar parte del ejército como integrante de la banda militar del regimiento mixto de Ingenieros número I, y más tarde de la División Motorizada Maestrazgo Número III. Alternó dicho oficio con diferentes trabajos en orquestas teatrales, orquestinas, bandas cómico-taurinas, teatro chico y variedades (como músico).

## Desarrollo profesional
Colaboró como solista con muchas orquestas nacionales e internacionales bajo la batuta de prestigiosos maestros. Su carrera como director en el ámbito de la música de banda le llevó a dirigir la Unió Musical Santa María del Puig y a actuar en diferentes salas nacionales en numerosísimas ocasiones y en diversos actos en el extranjero. Colaboró, además, en el registro de diversos discos y grabaciones.
Sus numerosos alumnos ocupan plazas en gran cantidad de bandas, orquestas y conservatorios de la geografía española. Su trabajo como adaptador de obras musicales, especialmente para orquesta ligera y bandas de música es ingente.